# Amaladera euphorbiae
Amaladera euphorbiae är en skalbaggsart som beskrevs av Hermann Burmeister 1855. Amaladera euphorbiae ingår i släktet Amaladera och familjen Melolonthidae. Inga underarter finns listade i Catalogue of Life.